# 科泰克州
科泰克州（發音：[kɔˈtɑjkʰ] ⓘ）是亞美尼亞中部的一个州，与首都葉里溫、阿拉加措特恩州、州、州、格加爾庫尼克州、洛里州和塔武什州相邻。该州面积2,086平方公里，2019年人口约251,600人。

## 历史
科泰克地区最早的历史记录可以追溯到公元1至2世纪。据托勒密记载，当时科泰克由亚美尼亚的阿萨西德国王直接统治。在4至5世纪，阿尔沙克王朝的国王将这片土地和森林划给瓦拉兹努尼贵族家族管理，作为狩猎场。 5至7世纪，在波斯统治下，该地区又被授予卡马拉坎和阿马苏尼家族。7至9世纪，亚美尼亚被阿拉伯伊斯兰势力占领。九世纪末，比尼堡垒所在的地区成为了新建立的亚美尼亚巴格拉提德王国的一部分。 11至15世纪，该地区先后遭受塞尔柱帝国、蒙古帝国以及白羊王朝和黑羊王朝的入侵。 16世纪初，科泰克地区成为了埃里温贝格里奇的一部分。
18世纪上半叶，科泰克地区先由阿富汗王朝统治，后归波斯卡扎尔王朝管辖。波斯统治一直持续到1827-1828年的俄波战争。战后，俄罗斯帝国与波斯签订《土库曼恰伊条约》，东亚美尼亚地区，包括科泰克，被俄罗斯帝国吞并，取代了波斯统治。 随着俄罗斯帝国瓦解，以及亚美尼亚人在萨达拉帕特战役、阿巴兰战役和卡拉基利萨战役中击败土耳其军队，科泰克地区于1918年5月成为独立的亚美尼亚共和国的一部分。 短暂独立两年后，亚美尼亚于1920年12月加入苏联。
二战后，科泰克在苏联统治下经历了显著的增长和发展。 该地区兴建了许多新的城镇和工业中心，如比尤列加万（1945年）、恰伦茨万（1947年）、新阿钦（1953年）、赫拉兹丹（1959年）和阿博维扬（1963年）等。 因此，科泰克逐渐发展成为亚美尼亚苏维埃社会主义共和国的主要工业区域。 1930年至1995年间，科泰克曾被划分为三个区：Kotayk raion、Nairi raion 和 Hrazdan raion。 1995年，亚美尼亚进行行政区划改革，这三个区合并为现在的科泰克州。